# Maluana

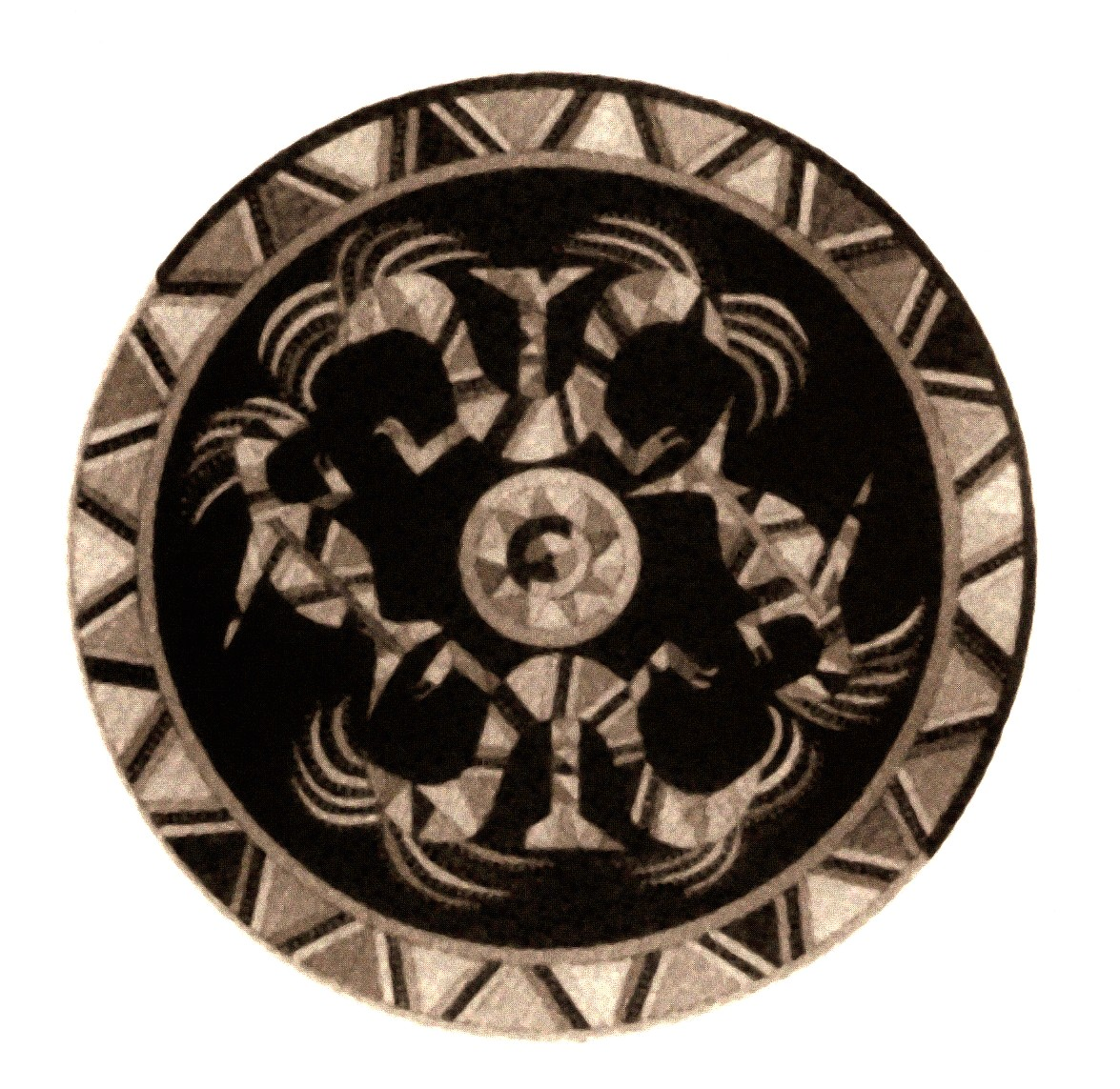
Maluwana als logo van het Instituut ter Bevordering van de Surinamistiek

Een maluana/maluwana is een beschilderde ronde houten schijf die door de Wayana-inheemsen van Suriname, Frans Guyana, en Brazilië gebruikt wordt om de nok van het gemeenschapshuis (in Wayana: tukusipan) af te sluiten.
De middellijn varieert rond de 1 meter. Maluwana's worden beschilderd met mythologische voorstellingen. In de jaren '60 van de 20e  eeuw deden blikjes industriële verf haar intrede bij de Wayana van de boven Marowijne. In het begin van de 21ste eeuw zijn de Wayana begonnen met de herintroductie van het schilderen van de maluwana's met gekleurde klei. Altijd aanwezig zijn twee mythische Kuluwayak, een monstrueuze mens-etende rups.

## Logo
Een maluwana is door de Stichting Instituut ter Bevordering van de Surinamistiek gekozen als logo. Het origineel bevindt zich in het Academiegebouw in Leiden.